# TO-1291
La TO-1291 es una carretera de la red de la Diputación de Toledo (España) que transcurre por la provincia homónima. Antiguamente se denominaba TO-9020.

## Características

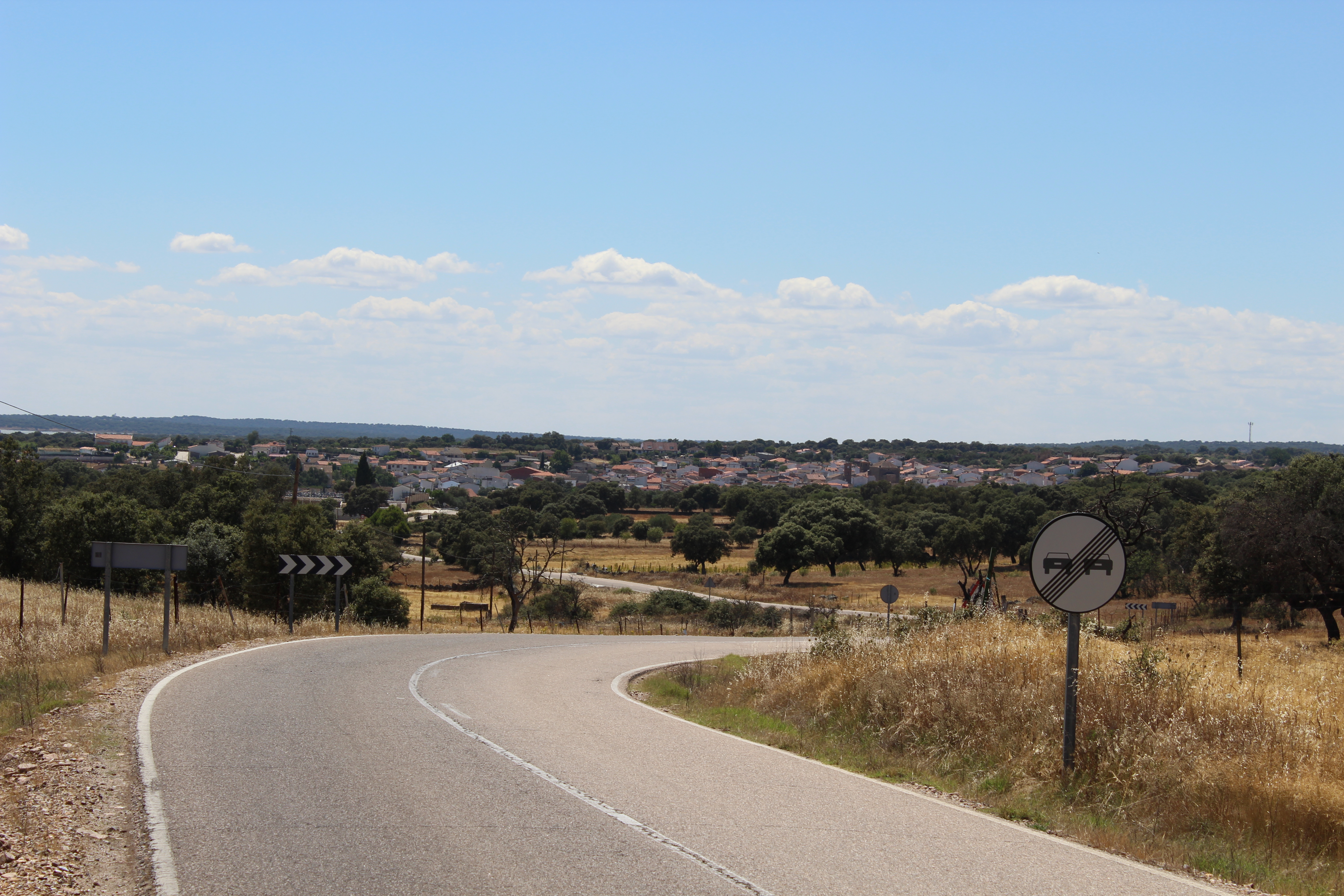
Apróximandose a Parrillas por el este

Comienza en la N-502 y finaliza en la carretera de la Red Local autonómica CM-5150. Une los pueblos de Navalcán y Parrillas, ambos en la provincia de Toledo. Tiene 17 km. Anteriormente recorría una ruta distinta más al sur, pero este se cambió por la construcción del embalse de Navalcán.[cita requerida]